# Atractoscion nobilis
Az Atractoscion nobilis a sugarasúszójú halak (Actinopterygii) osztályának sügéralakúak (Perciformes) rendjébe, ezen belül az árnyékhalfélék (Sciaenidae) családjába tartozó faj.

## Előfordulása
Az Atractoscion nobilis elterjedési területe a Csendes-óceán keleti részén van, Alaszkától a mexikói Alsó-Kaliforniáig, beleértve a Kaliforniai-öblöt is.

## Megjelenése
Általában 100 centiméter hosszú, de akár 166 centiméterre is megnőhet. 41 kilogrammos volt az eddigi legnehezebb kifogott példány. 24 csigolyája van. A hasúszók tövénél húsos nyúlvány látható.

## Életmódja

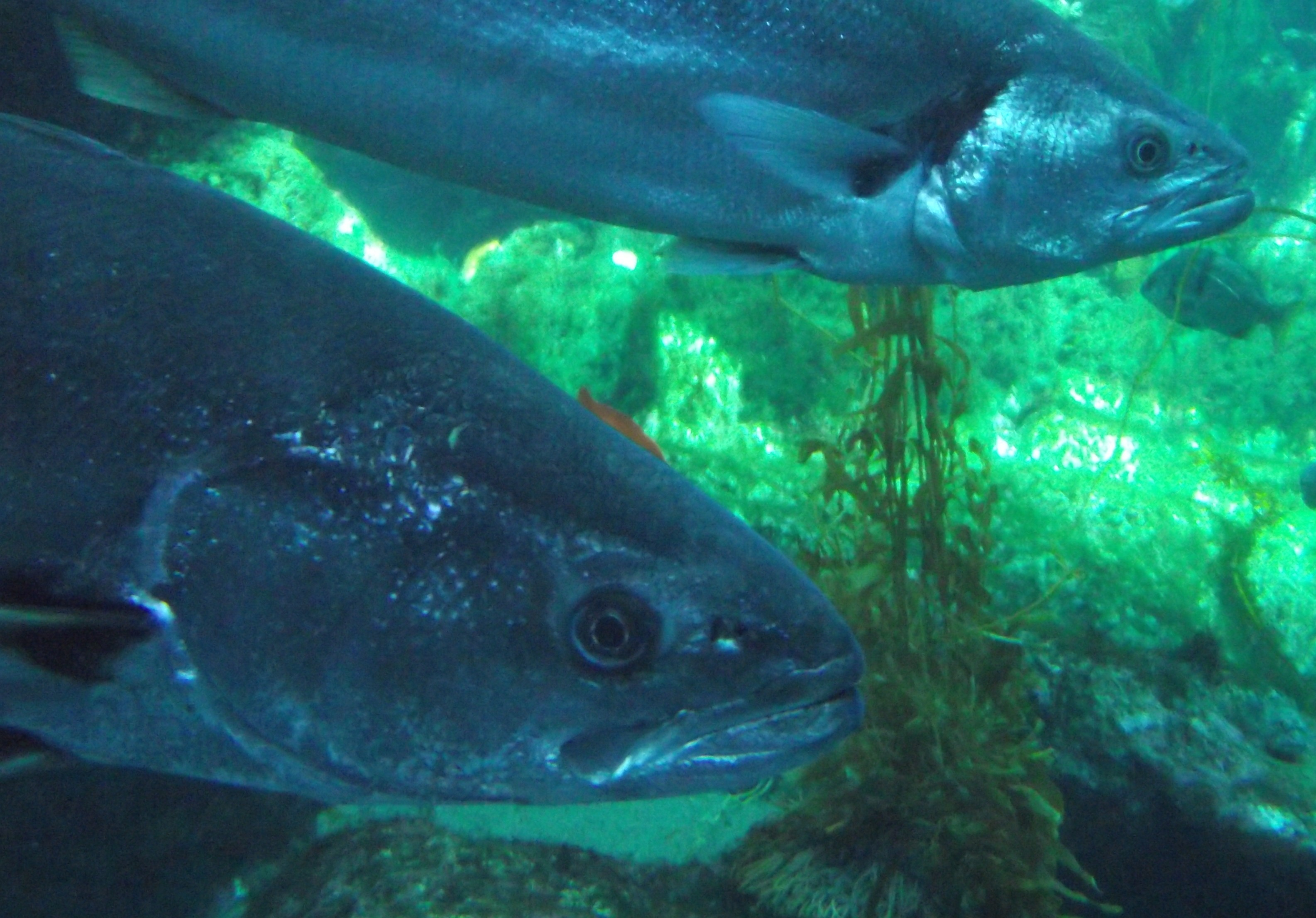
A San Diegó-i Birch Aquariumban

Az Atractoscion nobilis a szubtrópusi vizeket kedveli, ahol a köves és algás tengerfenéken rajokban úszik. Akár 122 méter mélyre is leúszik. A nagy, Laminaria „erdőkben” érzi biztonságban magát. Az ivadék az öblök és a partok menedékét keresi. Tápláléka halak, kalmárok és rákok.
Legfeljebb 20 évig él.

## Szaporodása
A nyílt tengeren ívik.

## Felhasználása
Ezt a halat, csak kisebb mértékben halásszák. Húsa ízletes. A sporthorgászok is kedvelik.